# 白宫西厢办公室

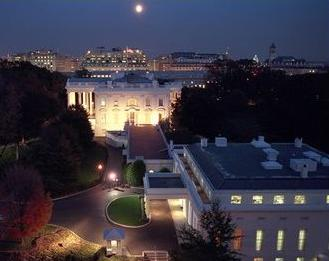
白宫西厢前景

白宫西厢办公室（英語：West Wing）是位于白宫西翼的一系列办公室群，其中美国总统日常办公的椭圆形办公室、供所有内阁成员开会讨论的内阁室、由总统与国家安全委员会一起处理涉及战争、恐怖袭击等突发紧急状况的战情室和罗斯福室等都座落在这里。不过这里还有更多为总统各类助手、顾问（统称为白宫幕僚）准备的办公室，如白宫办公厅主任、白宫新闻发言人、国家安全事务助理、国内事务助理等。

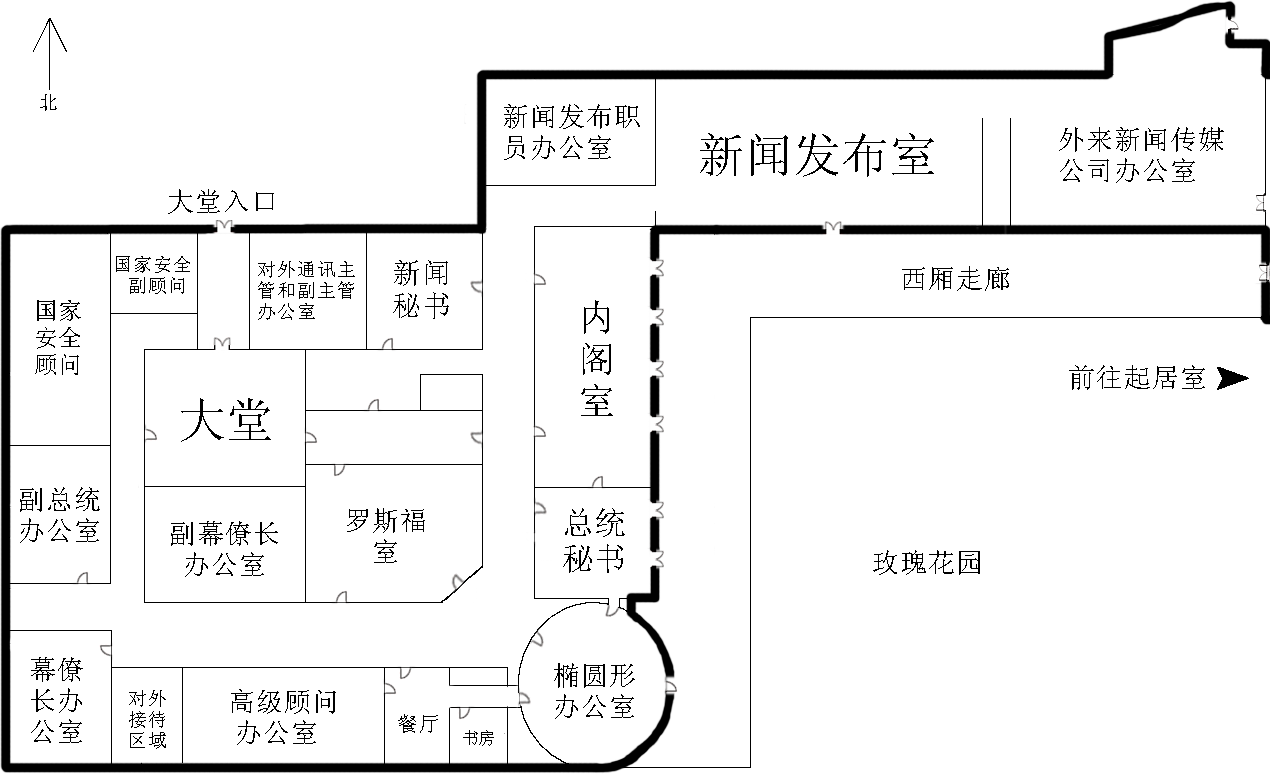
白宫西厢办公室一楼各办公室的位置分布

## 流行文化
1999年9月22日，国家广播公司（英語：national broadcasting company，简称NBC）开始播出一部名为《白宫风云》（英語：The West Wing，又译《白宫群英》）的电视剧集，这一剧集选择较冷门的政治题材最终却获得了巨大的成功，先后20次获金球奖提名并两次获奖，96次获艾美奖提名并26次获奖（其中包括2000-2003连续4年获正剧类最佳电视剧集奖）。7年间该剧收视率虽然在后4年呈下降趋势，但平均每年的收视观众仍然有近1300万人。这样的成功也给现实中的白宫西厢办公室及其工作人员带来了很高的关注度。2013年，《电视指南》将该剧评为史上最优秀的正剧类电视剧集的第7位。2003年11月18日，当时的白宫新闻发言人斯科特·麦克里兰被记者问起该剧集是否反映了西厢办公室真实的工作环境时表示，该剧中表现的西厢办公室要比实际的大一些。